# Wielersport op de Paralympische Zomerspelen 2012

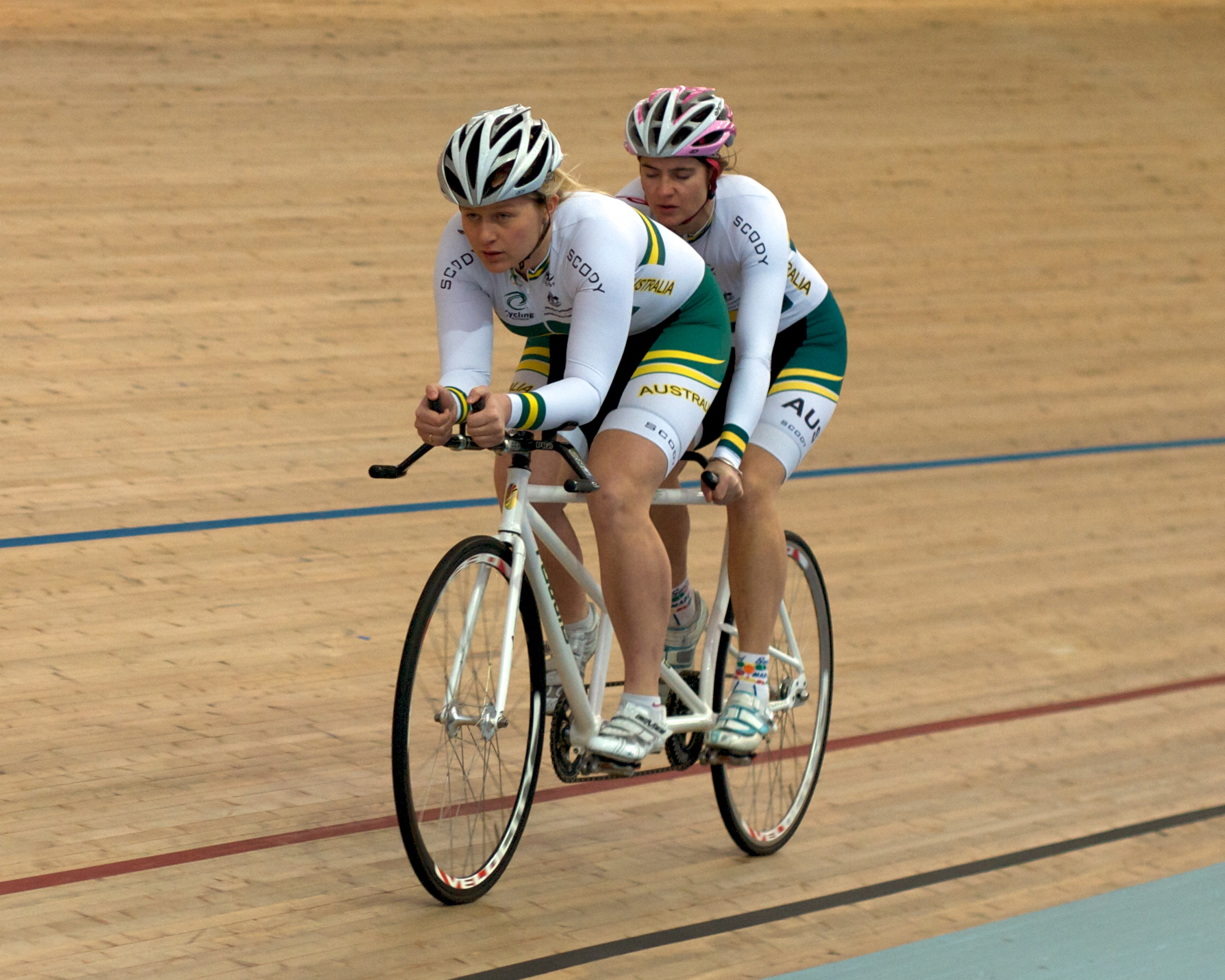
Morton en Johnson in actie tijdens de Paralympische Zomerspelen 2012

Op de XIVe Paralympische Zomerspelen die in 2012 werden gehouden in Londen, Verenigd Koninkrijk was de wielersport een van de 20 sporten die werden beoefend.

## Baanwielrennen

### Mannen

#### Team sprint
| \| Rank \| Land \| Tijd \| \| ---- \| ------------------- \| --------- \| \| 1 \| China \| 49.454 WR \| \| 2 \| Verenigd Koninkrijk \| 49.519 \| \| 3 \| Verenigde Staten \| 52.749 \| |                     |           |
| Rank | Land                | Tijd      |
| 1 | China               | 49.454 WR |
| 2 | Verenigd Koninkrijk | 49.519    |
| 3 | Verenigde Staten    | 52.749    |

#### Tandem
| Klasse | onderdeel     | Tijd        | Land                | Goud                         | Land                | Zilver                                                    | Land      | Brons                                                     |
| ------ | ------------- | ----------- | ------------------- | ---------------------------- | ------------------- | --------------------------------------------------------- | --------- | --------------------------------------------------------- |
| B      | Tijdrit, 1 km | 1:01.351 WR | Verenigd Koninkrijk | Neil Fachie Barney Storey    | Spanje              | Jose Enrique Porto Lareo Jose Antonio Villanueva Trinidad | Nederland | Rinne Oost Patrick Bos                                    |
| B      | Achtervolging | 4:18.752    | Australië           | Kieran Modra Scott McPhee    | Australië           | Bryce Lindores Sean Finning                               | Spanje    | Miguel Angel Clemente Solano Diego Javier Muniz           |
| B      | tandemsprint  | 10.050      | Verenigd Koninkrijk | Anthony Kappes Craig Maclean | Verenigd Koninkrijk | Neil Fachie Barney Storey                                 | Spanje    | Jose Enrique Porto Lareo Jose Antonio Villanueva Trinidad |

#### Tweewielers
| Klasse | onderdeel     | Tijd      | Land                | Goud               | Land                | Zilver                | Land                | Brons                  |
| ------ | ------------- | --------- | ------------------- | ------------------ | ------------------- | --------------------- | ------------------- | ---------------------- |
| C1-2-3 | Tijdrit, 1 km | 01:05.22  | China               | Zhang Yu Li        | Australië           | Mark Lee Colbourne    | Duitsland           | Tobias Graf            |
| C4-5   | Tijdrit, 1 km | 01:05.947 | Spanje              | Alfonso Cabello    | Verenigd Koninkrijk | Jon-Allan Butterworth | China               | Xinyang Liu            |
| C1     | Achtervolging | 3:53.970  | Verenigd Koninkrijk | Mark Lee Colbourne | China               | Zhang Yu Li           | Argentinië          | Rodrigo Fernando Lopez |
| C2     | Achtervolging | 3:45.828  | China               | Guihua Liang       | Duitsland           | Tobias Graf           | Frankrijk           | Laurent Thirionet      |
| C3     | Achtervolging | 3:36.148  | Verenigde Staten    | Joseph Berenyi     | Verenigd Koninkrijk | Shaun Mckeown         | Verenigd Koninkrijk | Darren Kenny           |
| C4     | Achtervolging | 4:40.315  | Roemenië            | Carol-Eduard Novak | Tsjechië            | Jiri Jezek            | Verenigd Koninkrijk | Jody Cundy             |
| C5     | Achtervolging | 4:30.012  | Australië           | Michael Gallagher  | Verenigd Koninkrijk | Jon-Allan Butterworth | China               | Xinyang Liu            |

### Vrouwen

#### Tandem
| Klasse | onderdeel     | Tijd     | Land          | Goud                              | Land                | Zilver                          | Land                | Brons                        |
| ------ | ------------- | -------- | ------------- | --------------------------------- | ------------------- | ------------------------------- | ------------------- | ---------------------------- |
| B      | Tijdrit, 1 km | 1:08.919 | Australië     | Felicity Johnson Stephanie Morton | Verenigd Koninkrijk | Aileen Mcglynn Helen Scott      | Nieuw-Zeeland       | Phillipa Gray Laura Thompson |
| B      | Achtervolging | 3:31.530 | Nieuw-Zeeland | Phillipa Gray Laura Thompson      | Ierland             | Catherine Walsh Francine Meehan | Verenigd Koninkrijk | Aileen Mcglynn Helen Scott   |

#### Tweewielers
| Klasse   | onderdeel      | Tijd      | Land                | Goud         | Land             | Zilver           | Land             | Brons           |
| -------- | -------------- | --------- | ------------------- | ------------ | ---------------- | ---------------- | ---------------- | --------------- |
| C1-C2-C3 | Tijdrit, 500 m | 39.158 WR | China               | Yin He       | Nederland        | Alyda Norbruis   | Australië        | Jayme Paris     |
| C4-C5    | Tijdrit, 500 m | 36.997    | Verenigd Koninkrijk | Sarah Storey | Verenigde Staten | Jennifer Schuble | China            | Jianping Ruan   |
| C1-C2-C3 | Achtervolging  |           | China               | Sini Zeng    | Australië        | Simone Kennedy   | Verenigde Staten | Allison Jones   |
| C4       | Achtervolging  |           | Australië           | Susan Powell | Verenigde Staten | Megan Fisher     | Australië        | Alexandra Green |
| C5       | Achtervolging  |           | Verenigd Koninkrijk | Sarah Storey | Polen            | Anna Harkowska   | Nieuw-Zeeland    | Fiona Southorn  |

### Medaillespiegel Baanwielrennen
| Plaats | Land                | NPC | Goud | Zilver | Brons | Totaal |
| 1      | Verenigd Koninkrijk | GBR | 5    | 7      | 3     | 15     |
| 2      | China               | CHN | 5    | 1      | 3     | 9      |
| 3      | Australië           | AUS | 4    | 2      | 2     | 8      |
| 4      | Verenigde Staten    | USA | 1    | 2      | 2     | 5      |
| 5      | Spanje              | ESP | 1    | 1      | 2     | 4      |
| 6      | Nieuw-Zeeland       | NZL | 1    | 0      | 2     | 3      |
| 7      | Roemenië            | ROU | 1    | 0      | 0     | 1      |
| 8      | Duitsland           | GER | 0    | 1      | 1     | 2      |
| 8      | Nederland           | NED | 0    | 1      | 1     | 2      |
| 10     | Tsjechië            | CZE | 0    | 1      | 0     | 1      |

## Wegwielrennen

### Mannen

#### Tandem
| Klasse | onderdeel    | Tijd     | Land | Goud                                   | Land | Zilver                          | Land | Brons                               |
| ------ | ------------ | -------- | ---- | -------------------------------------- | ---- | ------------------------------- | ---- | ----------------------------------- |
| B      | Wegwedstrijd | 2:26:52  | ITA  | Ivano Pizzi Lucca Pizzi                | POL  | Krzysztof Kosikowski Artur Korc | SVK  | Vladislav Janovjak Robert Mitosinka |
| B      | Tijdrit      | 30:48.25 | ESP  | Christian Venge David Llaurado Caldero | ITA  | Ivano Pizzi Lucca Pizzi         | IRL  | James Brown Damien Shaw             |

#### Tweewielers
| Klasse | onderdeel    | Tijd     | Land     | Goud            | Land      | Zilver             | Land      | Brons               |
| ------ | ------------ | -------- | -------- | --------------- | --------- | ------------------ | --------- | ------------------- |
| C1-3   | Wegwedstrijd | 1:42:51  | Italië   | Roberto Bargna  | Duitsland | Steffen Warias     | Australië | David Nicholas      |
| C4-5   | Wegwedstrijd | 1:55:38  | Oekraïne | Yegor Dementyev | China     | Xinyang Liu        | Italië    | Michele Pittacolo   |
| C1     | Tijdrit      | 25:16.43 | GER      | Michael Teuber  | GBR       | Mark Colbourne     | CHN       | Zhang Yu Li         |
| C2     | Tijdrit      | 24:35.12 | GER      | Tobias Graf     | CHN       | Guihua Liang       | ESP       | Maurice Eckhard Tio |
| C3     | Tijdrit      | 23:22.13 | AUS      | David Nicholas  | AUS       | David Nicholas     | JPN       | Masaki Fujita       |
| C4     | Tijdrit      | 32:59.92 | CZE      | Jiri Jezek      | ROU       | Carol-Eduard Novak | CZE       | Jiri Bouska         |
| C5     | Tijdrit      | 32:12.98 | UKR      | Yegor Dementyev | CHN       | Xinyang Liu        | AUS       | Michael Gallagher   |

#### Handbikes
| Klasse | onderdeel    | Tijd     | Land | Goud               | Land | Zilver            | Land | Brons               |
| ------ | ------------ | -------- | ---- | ------------------ | ---- | ----------------- | ---- | ------------------- |
| H 1    | Wegwedstrijd | 1:53:09  | IRL  | Mark Rohan         | SUI  | Tobias Fankhauser | AUT  | Wolfgang Schattauer |
| H 2    | Wegwedstrijd | 1:37:55  | AUT  | Walter Ablinger    | SUI  | Jean-Marc Berset  | ITA  | Vittorio Podesta    |
| H 3    | Wegwedstrijd | 1:50:05  | POL  | Rafal Wilk         | GER  | Vico Merklein     | FRA  | Joel Jeannot        |
| H 4    | Wegwedstrijd | 2:00:32  | ITA  | Alessandro Zanardi | RSA  | Ernst van Dyk     | BEL  | Wim Decleir         |
| H 1    | Tijdrit      | 35:41.54 | IRL  | Mark Rohan         | ISR  | Koby Lion         | AUT  | Wolfgang Schattauer |
| H 2    | Tijdrit      | 26:52.39 | SUI  | Heinz Frei         | AUT  | Walter Ablinger   | ITA  | Vittorio Podesta    |
| H 3    | Tijdrit      | 25:24.17 | POL  | Rafal Wilk         | AUS  | Nigel Barley      | GER  | Bernd Jeffre        |
| H 4    | Tijdrit      | 24:50.22 | ITA  | Alessandro Zanardi | GER  | Norbert Mosandl   | USA  | Oscar Sanchez       |

### Vrouwen

#### Tandem
| Klasse | onderdeel    | Tijd     | Land | Goud                        | Land | Zilver                              | Land | Brons                           |
| ------ | ------------ | -------- | ---- | --------------------------- | ---- | ----------------------------------- | ---- | ------------------------------- |
| B      | Wegwedstrijd | 2:08:26  | CAN  | Robbi Weldon Lyne Bessette  | ESP  | Josefa Benitez Guzman Maria Noriega | NED  | Kathrin Goeken Kim van Dijk     |
| B      | Tijdrit      | 35:02.73 | NED  | Kathrin Goeken Kim van Dijk | NZL  | Phillipa Gray Laura Thompson        | IRL  | Catherine Walsh Francine Meehan |

#### Tweewielers
| Klasse | onderdeel    | Tijd     | Land                | Goud          | Land      | Zilver            | Land             | Brons               |
| ------ | ------------ | -------- | ------------------- | ------------- | --------- | ----------------- | ---------------- | ------------------- |
| C 1-3  | Tijdrit      | 26:58.54 | Verenigde Staten    | Allison Jones | Tsjechië  | Tereza Diepoldova | China            | Sini Zeng           |
| C 4    | Tijdrit      | 26:04.39 | Verenigde Staten    | Megan Fisher  | Australië | Susan Powell      | Canada           | Marie-Claude Molnar |
| C 5    | Tijdrit      | 22:40.66 | Verenigd Koninkrijk | Sarah Storey  | Polen     | Anna Harkowska    | Verenigde Staten | Kelly Crowley       |
| C 1-3  | Wegwedstrijd | 1:29:02  | China               | Sini Zeng     | Duitsland | Denise Schindler  | Verenigde Staten | Allison Jones       |
| C 4-5  | Wegwedstrijd | 1:40:36  | Verenigd Koninkrijk | Sarah Storey  | Polen     | Anna Harkowska    | Verenigde Staten | Kelly Crowley       |

#### Handbikes
| Klasse | onderdeel    | Tijd     | Land | Goud           | Land | Zilver         | Land | Brons               |
| ------ | ------------ | -------- | ---- | -------------- | ---- | -------------- | ---- | ------------------- |
| H 1-3  | Wegwedstrijd | 1:41:34  | USA  | Marianna Davis | USA  | Monica Bascio  | GBR  | Rachel Morris       |
| H 4    | Wegwedstrijd | 1:31:05  | GER  | Andrea Eskau   | NED  | Laura de Vaan  | GER  | Dorothee Vieth      |
| H 1-2  | Tiidrit      | 31:06.39 | USA  | Marianna Davis | GBR  | Karen Darke    | SUI  | Ursula Schwaller    |
| H 3    | Tiidrit      | 33:21.61 | SUI  | Sandra Graf    | USA  | Monica Bascio  | RUS  | Svetlana Moshkovich |
| H 4    | Tijdrit      | 28:18.09 | GER  | Andrea Eskau   | GER  | Dorothee Vieth | NED  | Laura de Vaan       |

### Gemengd

#### Handbikes
| \| Rank \| Land \| Tijd \| \| ---- \| ---------------- \| ----- \| \| 1 \| Verenigde Staten \| 30:07 \| \| 2 \| Italië \| 30:50 \| \| 3 \| Zwitserland \| 30:58 \| |                  |       |
| Rank | Land             | Tijd  |
| 1 | Verenigde Staten | 30:07 |
| 2 | Italië           | 30:50 |
| 3 | Zwitserland      | 30:58 |

#### Driewielers
| Klasse | onderdeel    | Tijd     | Land                | Goud        | Land   | Zilver           | Land     | Brons           |
| ------ | ------------ | -------- | ------------------- | ----------- | ------ | ---------------- | -------- | --------------- |
| T1-2   | Wegwedstrijd | 45:17    | Verenigd Koninkrijk | David Stone | Italië | Giorgio Farroni  | Tsjechië | David Vondracek |
| T1-2   | Tijdrit      | 13:50.54 | AUS                 | Carol Cooke | GER    | Hans-Peter Durst | GBR      | David Stone     |

### Medaillespiegel Wegwielrennen
| Plaats | Land                | NPC | Goud | Zilver | Brons | Totaal |
| 1      | Verenigde Staten    | USA | 5    | 3      | 4     | 12     |
| 2      | Duitsland           | GER | 4    | 6      | 2     | 12     |
| 3      | Italië              | ITA | 4    | 3      | 3     | 10     |
| 4      | Verenigd Koninkrijk | GBR | 3    | 2      | 2     | 7      |
| 5      | Polen               | POL | 2    | 3      | 0     | 5      |
| 6      | Australië           | AUS | 2    | 2      | 2     | 6      |
| 6      | Zwitserland         | SUI | 2    | 2      | 2     | 6      |
| 8      | Ierland             | IRL | 2    | 0      | 2     | 4      |
| 9      | Oekraïne            | UKR | 2    | 0      | 0     | 2      |
| 10     | China               | CHN | 1    | 3      | 2     | 6      |

Atletiek · Bankdrukken · Basketbal · Blindenvoetbal · Boogschieten · Boccia · CP-voetbal · Goalball · Judo · Paardensport · Roeien · Rugby · Schermen · Schietsport · Tafeltennis · Tennis · Volleybal · Wielersport · Zeilen · Zwemmen
New York & Stoke Mandeville 1984 ·
Seoel 1988 ·
Barcelona 1992 ·
Atlanta 1996 ·
Sydney 2000 ·
Athene 2004 ·
Peking 2008 ·
Londen 2012 ·
Rio de Janeiro 2016 ·
Tokio 2020 ·
Parijs 2024 ·
Los Angeles 2028